# Triglavski narodni park
Tríglavski narodni park (kratica TNP), je z zakonom zaščiteno zavarovano območje narave oz. narodni park, v katerem velja poseben naravovarstveni režim, ki je strožji kot v regijskih in krajinskih parkih.
Triglavski narodni park leži na območju severozahodne Slovenije, natančneje Julijskih Alp in je edini narodni park v Sloveniji. Na območju parka prevladuje visokogorski kras. Rastlinstvo v parku je značilno alpsko, vendar so zaradi bližine Jadranskega morja in vpliva sredozemskega podnebja na jugozahodnem delu parka prisotne tudi rastline s tega območja. Park po površini meri 88.000 ha, njegova najvišja točka je Triglav s 2864 m, najnižja površinska pa Tolminka s 180 m.
Park je bil poimenovan po Triglavu, najvišji slovenski gori, ki leži skoraj v središču parka. Sedež uprave parka je na Bledu, kjer je tudi informacijsko središče Triglavska roža. Informacijsko središče je tudi v Trenti - Dom Trenta, v Bohinju v Stari Fužini, na Pocarjevi domačiji v Radovni, v Kobaridu v Zeleni hiši in v Mojstrani v Slovenskem planinskem muzeju.

## Zgodovina
Avgusta 1908 je skupinica mož prehodila del Doline Triglavskih jezer. To so bili uradni udeleženci ogleda, ki ga je na pobudo seizmologa in naravoslovca Albina Belarja razpisalo državno gozdarsko oskrbništvo v Radovljici. Do uresničitve Belarjevega predloga za ustanovitev Naravovarstvenega parka nad Komarčo pa ni prišlo, ker za to ni bilo pravne podlage. Tedanji zakonski predpisi tudi niso dopuščali omejevanja paše. Tako je bila zamujena priložnost, da bi imela Slovenija prvi narodni park v Evropi.
Odsek za varstvo prirode in prirodnih spomenikov pri Muzejskem društvu je leta 1920 Pokrajinski vladi za Slovenijo predložil znamenito Spomenico, katere zahteva je bila ustanovitev varstvenih parkov po zgledu drugih držav. Ustanovitev Alpskega varstvenega parka se je leta 1924 (Površina 1.400 ha) posrečila Odseku za varstvo prirode in prirodnih znamenitosti in Slovenskemu planinskemu društvu za samo 20 let.
Prvič je bilo uporabljeno ime Triglavski narodni park leta 1926. Zasluga za to gre profesorju Franu Jesenku, ki je 90. maja v dnevniku Jutro spregovoril o znamenitostih Triglavskega narodnega parka.
Po izteku 20 letne pogodbe so ponovno ustanovitev parka ovirali predvsem pašniški interesi in nedorečenost v zvezi s pristojnostjo razglašanja parka. Ljudska skupščina Ljudske Republike Slovenije je dne 26. maja 1961 sprejela Odlok o razglasitvi Doline Triglavskih jezer za narodni park pod imenom Triglavski narodni park (Površina 2.000 ha). Razširitev Triglavskega narodnega parka je bila sprejeta 27. maja 1981 z Zakonom o Triglavskem narodnem parku (Površina: 83.807 ha oz. 838,07 km² oz. 4% površine Slovenije).
Leta 2010 je bil sprejet nov Zakon o Triglavskem narodnem parku. Istočasno se je meja parka malenkostno spremenila in sicer se je območje povečalo z vključitvijo naselja Kneške ravne z bližnjo okolico. 

## Zakonska zaščita parka
Poleg Zakona o TNP varujejo ta edinstveni alpski svet Ustava Republike Slovenije (členi 071, 782 in 738), zakon o varstvu okolja, zakon o ohranjanju narave, zakon o vodah, kmetijsko-gozdarski in drugi zakoni ter Alpska konvencija z njenimi protokoli. Najnovejša usmeritev pa izhaja iz Seviljske strategije za biosferne rezervate, ker je UNESCO julija 2003 razglasil Julijske Alpe za biosferni rezervat, junija 2014 pa mu ta status podaljšal do leta 2023.
Določbe Zakona o TNP-ju v celoti ne ustrezajo kriterijem in ciljem upravljanja za IUCN kategorijo II (narodni park):   
Glavne neskladnosti in naravovarstveni problemi v osrednjem območju so: 
- manjša stalna naselja/zaselki v osrednjem območju,
- neustrezna ureditev poseganja v prostor, zlasti gradnja prometnic ter drugih objektov v osrednjem območju,
- neurejenost prometa in nekontroliran zračni promet,
- problem množičnega obiskovanja, vključno s hrupnimi prireditvami, in neurejen status za  "planinske dejavnosti" (npr. gradnja koč in poti),
- raba naravnih virov z ZTNP ni urejena in ustrezno nadzorovana: gospodarska izraba in sečnja gozdov niso regulirani, lov in ribolov sta dovoljena na vsem območju brez omejitev, pojavlja se problem paše izven za to določenih območij in nenadzorovano izkoriščanje mineralnih surovin.

## Živi svet
Triglavski narodni park združuje na svojem območju izredno raznolikost ekosistemov. Zajema ostro visokogorje s svojim značilnim rastjem in življenjem, v vmesnih dolinah srečujemo prijaznejše okolje, na južni strani pa se na posameznih mestih pojavlja vpliv morja. 
za podrobnejši opis glej Živi svet v Triglavskem narodnem parku

## Neživi svet

### Hidrologija Triglavskega narodnega parka
V Triglavskem narodnem parku sta dve večji razvodji:
- reke Soče, ki izteka v Jadransko morje
- reke Save, ki izteka proti Črnemu morju

Na pretežno razgibanem terenu gorskega krasa so omembe vredni tudi številni stalni slapovi. V posoškem delu parka so slapovi številčnejši.
Največje jezero Triglavskega narodnega parka je Bohinjsko jezero, ki je tektonsko-ledeniškega nastanka. Znana so manjša Triglavska jezera. Eno izmed njih je tudi Črno jezero, od koder ponika voda proti slapu Savice. Med visokogorska jezera spadajo tudi Kriška in Krnsko jezero .
za podrobnejši opis glej Hidrologija Triglavskega narodnega parka

### Jame in jamarstvo v Triglavskem narodnem parku
Velik del Triglavskega narodnega parka sestavljajo močno zakraseli zgornjetriasni karbonati. Površje je glaciokraško, na visokogorskih planotah najdemo številne vhode v kraška brezna, ki ponekod vodijo preko kilometra globoko v masiv. Razvoj visokogorskih jam je tesno povezan s pleistocenskimi poledenitvami. Območje parka je eno najbolj vročih jamarskih raziskovalnih področij na svetu. Prve jame so raziskali že v 20. letih dvajsetega stoletja, sedaj pa je v parku registriranih kar 637 jam.
za podrobnejši opis glej Jame in jamarstvo v Triglavskem narodnem parku

## Nekdanje in sodobne dejavnosti v parku
V Triglavskem narodnem parku so bile v preteklosti zlasti pomembne štiri gospodarske dejavnosti: fužinarstvo, oglarstvo, planšarstvo in gozdarstvo. Današnji človekov vpliv je v osrednjem delu parka pretežno sezonski - poleg planšarstva in gozdarstva ima pomemben vpliv tudi turizem.

## Naravne zanimivosti v parku

### Bohinj
- Črno jezero leži v senčni kotanji, obdani s smrekovim gozdom. Leži nad zatrepno steno Komarča.
- Savica izvira iz spodnjega dela Komarče. Izvir je znamenit slap že od Prešernovih časov.
- Bohinjsko jezero je naše največje stalno jezero. Poleg Savice ga polni več manjših izvirov, odtok pa je začetek Save Bohinjke.
- Cerkev sv. Janeza Krstnika je najbolj znana cerkev ob jezeru.
- Stara Fužina leži v bližini jezera in je znamenita po ljudskem stavbarstvu in cerkvi sv. Pavla.
- Studor je vas prepoznavna po skupini slovenskih kozolcev.
- Korita Mostnice imajo vstop v Stari Fužini in pripeljejo v dolino Voje.
- Pršivec ima eno najglobjih brezen na Slovenskem (Brezno pri gamsovi glavi).
- Govic je luknja v pobočju Pršivca iz katere po izdatnem dežju bruha voda.
- Potok Ribnica je izdolbel ozka in do 50 m globoka korita.
- Fužinske planine imajo udoben dostop iz Stare Fužine.
- Planina Blato je dostopna po cesti iz Fužinskih planin.
- Planina pri Jezeru ima 150 m široko, skoraj okroglo jezero.
- Črna prst leži na južnem robu Bohinja in je že dve stoletji raj za botanike.

### Bled, Gorje, Pokljuka
- Vintgar je 1600 m dolga soteska, ki jo je izdolbla Radovna.
- 500 let stara lipa pri Gogalovi domačiji v Zgornji Radovni.
- 1030 let star macesen na zgornjem koncu Male Pišnice.
- Gorjanska jama ali Šimnovo brezno se skriva v podzemlju Mežakle nad vasjo Krnica.
- Visoka šotna barja: Veliko Blejsko barje, Goreljek, Šijec so najjužnejša gorska barja v Evropi
- Medvedova konta ima zahteven dostop. Pod njo se skriva Brezno pri Medvedovi konti.
- Pokljuška soteska leži v severnih pobočjih Pokljuke.

za podrobnejši opis glej Pokljuka

### Bovec, Log pod Mangrtom, Trenta
- Korita Soče: Mala korita pri odcepu za Vrsnik, Velika korita pri odcepu za Lepeno, korita pri Kršovcu pri vasi Kal-Koritnica, levi pritok Mlinarica
- botanični vrt Alpinum Juliana
- Povirni del soške doline: Trenta, Planina za skalo je avtentičen primerek trentarske ovčje planine
- Pod Mangartom: potoka Koritnica in Predelica, Mangartsko sedlo, Loška stena
- Mala in Velika Korita, Možnica, Kluže
- Prelaz Predel
- Najzahodnejši predel parka so Rombonski podi z orjaškimi kontami in skritimi brezni. V bližini Črnelske špice so jamarji odkrili tri brezna, globlja od 1000 m. Med temi je brezno Čehi II. z globino 1373 m na 13. mestu na svetu.
- Proti Bovcu opazimo dva ogromna podora skalovja na obeh straneh Soče
- Planina Golobar na katero je vozila krožna žičnica za transport lesa, imenovana tolminka.

### Tolmin, Kobarid
- Krn ne spada med naše najvišje vrhove, je pa po relativni višini 2010 m nad Kobaridom ena naših največjih gora.
- Krnsko jezero je naše največje visokogorsko jezero in slovi po tisočih sestradanih ribic – pisancev. Voda jim daje premalo hrane, na kar niso mislili med obema vojnama, ko so jih skupaj z zlatovčico vložili v jezero.
- Dupeljsko jezero v bližini Krnskega jezera
- Jezero v Lužnici ob poti s Krna proti Tolminu
- Peske
- Rdeči rob je neizrazit vrh sestavljen iz rdečkastega zgornjekrednega lapornatega apnenca.
- Pološka jama
- Izvir Tolminke, levi pritok Soče, ki skupaj z Zadlaščico tvori, do 60 m globoka korita.
- Medvedova glava ob Zadlaščici

### Okoli Triglava
- Triglav - na vrhu stoji Aljažev stolp. Tja ga je dal postaviti triglavski župnik Jakob Aljaž z Dovjega leta 1895.
- Triglavska severna stena je široka 3 km in visoka več kot 1000 m in je največja v Vzhodnih Alpah.
- Dolina Vrata vodi do Triglavske severne stene. V njej stoji spomenik na padle partizane gornike med 2. svetovno vojno.
- Slap Peričnik v Vratih je zaščiten kot naravni spomenik. Pada čez konglomeratne stene v dveh stopnjah: spodnaja je visoka 52 m, zgornja pa 16 m.
- Dolina Kot
- Dolina Krma
- Triglavski ledenik
- Triglavsko brezno je najglobje ledeno brezno na Slovenskem. Razkrilo ga je umikanje Triglavskega ledenika.
- Velo in Malo Polje ležita na južni strani Triglava. Velo polje je bilo v času prvih vzponov na Triglav zadnje naseljeno izhodišče pod vrhom Triglava.
- Dolina Triglavskih jezer

### Visokogorje
- Iz Krme: Debela peč, Tosc, Vernar, Luknja peč, Rž (gora), Kredarica
- Iz Kota: Macesnovec, Rjavina, Požgana Minarica, Vrbanova špica
- Iz Vrat: Peričnik, Stena
- Iz Krnice: Rigljica, Frdamane police, Špik, Velika in Mala Ponca, Škrlatica, Rakova špica, Dovški Gamsovec, Kriška stena, Prisank, Razor
- Martuljkova skupina iz ceste pri Gozdu Martuljku: Kukova špica, Široka peč, Visoki oltar, Velika in Mala Ponca, Špik, Frdamane police, krnica Za Akom, Martuljkovi slapovi, Beli potok,
- Prisank s stolpi, okni in Ajdovsko deklico
- Iz Tamarja: Tamar v zgornjem delu Planice, Ponce, kraški izvir Nadiže
- Jalovec, Šit, Travnik, Mojstrovka, Slemenova špica, Ciprnik, Vršič
- Razor

- Kriški podi, pod Križem leži naše najvišje gorsko jezero Kriško jezero
- Soča
- Iz Trente: Velika Dnina, Trentski Pelc, Srebrnjak, Bavški Grintavec

## Naselja v Triglavskem narodnem parku
Zametki stalne naselitve v parku segajo v železno ali halštatsko dobo (800 let pr. n. št.), poselitev pa se je zgostila s prihodom Rimljanov in še posebej Slovanov.
Današnja naselja so se oblikovala od 13. stoletja dalje. V dnu alpskih dolin, ob vodotokih in poteh so se razvila gručasta in obcestna naselja, na dvignjenih terasah in položnih prisojnih pobočjih je nastala razpršena poselitev, v oddaljenih delih dolin, v višje ležečih odmaknjenih območjih so samotne kmetije, celki.
V bohinjskem kotu so zaselki in vaška naselja z gručasto zasnovo. Tu sta starejši naselji Stara Fužina in Studor, mlajša nad dolino so Podjelje, Koprivnik, Gorjuše in Goreljek, v Spodnji dolini je Ribčev Laz. Za primorski del parka je značilna razpršena poselitev v dolinah v Trenti, Soči, Vrsniku, Lepeni in Bavšici, ob cesti so Strmec ter Gornji in Spodnji Log pod Mangrtom.
V celoti je znotraj parka 21 naselij, ostalih 12 jih leži v parku zgolj z enim delom površine. Znotraj meja živi 2444 prebivalcev (2010).

### Koče in zavetišča
- Dom v Tamarju,
- Koča v Krnici,
- Mihov dom na Vršiču,
- Koča na Gozdu pod Vršičem,
- Tičarjev dom na Vršiču,
- Erjavčeva koča na Vršiču,
- Poštarski dom na Vršiču,
- Aljažev dom v Vratih,
- Dom Valentina Staniča,
- Triglavski dom na Kredarici,
- Tržaška koča na Doliču,
- Zasavska koča na Prehodavcih,
- Planinski dom pri Krnskih jezerih,
- Koča pri Peričniku v dolini Vrat,
- Blejska koča na Lipanci,
- Kovinarska koča v Krmi,
- Vodnikov dom na Velem polju,
- Planinska koča na Vojah,
- Koča pri Triglavskih jezerih,
- Koča na Planini pri Jezeru,
- Pogačnikov dom na Kriških podih,
- Koča pri izviru Soče,
- Zavetišče pod Špičkom.

## Muzeji
- Informacijsko središče Dom Trenta,
- Planšarski muzej v Stari Fužini,
- Oplenova hiša v Studorju,
- Pocarjeva domačija v dolini Radovne.

## Cerkve
- cerkev sv. Duha na Javorci je spomenik iz 1. svetovne vojne,
- cerkev sv. Janeza Krstnika ob Bohinjskem jezeru,
- cerkev sv. Pavla v Stari Fužini,
- cerkev Device Marije Lavretanske v Trenti, Na Logu,
- cerkev sv. Jožefa v Trenti.

## Spomeniki
- spomenik dr. Juliusu Kugyu v Trenti,
- spodnja postaja krožne žičnice na planino Golobar (imenovana tolminka) ob cesti pri Kalu-Koritnica (tehnični spomenik),
- utrdba in spomenik na Predelu,
- trdnjava Kluže in Fort Hermann,
- spomenik šitirm srčnim možem v Ribčevem Lazu.

## Botanični vrtovi
- botanični vrtec B.Haqueta Velo polje,
- botanični vrt Alpinum Juliana.